# Полесское (Коропский район)
Поле́сское (укр. Поліське; до 2016 г. — Пролета́рское; до 1917 г. — Ксендзовка) — село в Коропском районе Черниговской области Украины. Население — 605 человек. Занимает площадь 6,118 км².
Код КОАТУУ: 7422286501. Почтовый индекс: 16262. Телефонный код: +380 4656.

## Власть
Орган местного самоуправления — Пролетарский сельский совет. Почтовый адрес: 16262, Черниговская обл., Коропский р-н, с. Полесское, ул. Звёздная, 2.